# Les people passent le bac
Les People passent le bac est un jeu télévisé français, présenté par Manu Levy et par Erika Moulet, diffusée sur NRJ 12. La saison 1 a été diffusée du 27 mai 2014 au 10 juin 2014. Pour la saison 2, l'émission est renommée Les People retournent à l'école et est diffusée à partir du 19 mars 2015.

## Règles
Quatorze personnes connues et deux candidats anonymes sont répartis en deux groupes de huit candidats. À chaque émission, des questions sont posées dans différentes matières. Les quatre premiers de chaque groupe sont qualifiés pour la finale.

## Candidats

### Saison 1
- Damien Sargue : chanteur
- Chris Marquès : danseur professionnel, jury dans Danse avec les stars
- Caroline Receveur : animatrice de télévision
- Pascal Soetens : éducateur des émissions Pascal, le grand frère  et de SOS : ma famille a besoin d'aide
- Fauve Hautot : danseuse professionnelle dans Danse avec les stars
- Lola Marois-Bigard : actrice et femme de Jean-Marie Bigard
- Elsa Fayer : animatrice de télévision
- Olympe : chanteur
- Livia Benattia : grand-mère de Nabilla Benattia
- Delphine Chanéac : actrice
- David Carreira : chanteur
- Jean-Marie Bigard : humoriste
- Valérie Bègue : Miss France 2008, actrice et animatrice de télévision
- Élodie Gossuin : Miss France et Miss Europe 2001 et animatrice de télévision
- Johanna Rit : candidat anonyme
- Matthieu Ribaud : candidat anonyme

### Saison 2
- Christophe Licata : danseur professionnel dans Danse avec les stars
- Keen'V : chanteur
- Anne Roumanoff : humoriste
- Andy Raconte : vidéaste des chaînes Andy Raconte et So Andy sur YouTube
- Jarry : humoriste
- Waly Dia : acteur et humoriste
- Princess Erika : chanteuse et actrice
- Linda Hardy : Miss France 1992, comédienne
- Patrice Laffont : animateur de télévision
- Élodie Gossuin : Miss France et Miss Europe 2001 et animatrice de télévision
- Delphine Chanéac : comédienne
- Maxime Dereymez : danseur professionnel dans Danse avec les stars
- Florian Gazan : auteur et humoriste
- Gyselle Soares : mannequin, chanteuse, comédienne et chroniqueuse de télévision
- Nadège Beausson-Diagne : comédienne et chroniqueuse de télévision

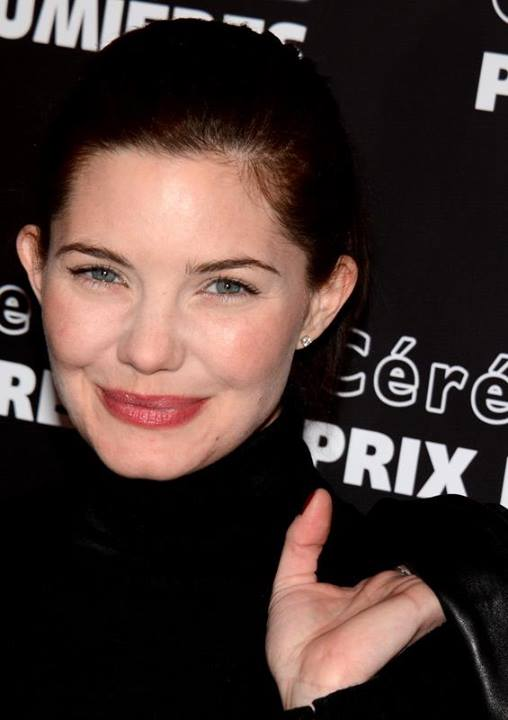
Delphine Chanéac, gagnante de la saison 1
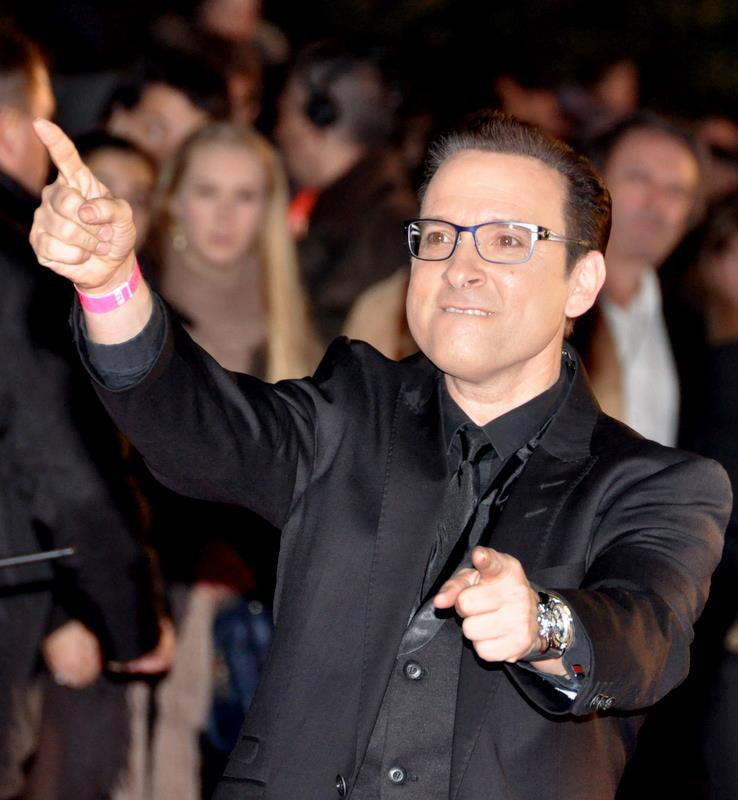
Jean-Marc Généreux, gagnant de la saison 2

## Déroulement des émissions

### Saison 1

#### Émission du 27 mai 2014 (qualifications 1)
| Candidat         | Note par matière | Note par matière | Note par matière | Note par matière | Note par matière | Note par matière | Moyenne générale | Classement |
| Candidat         | Au tableau       | Géographie       | Sciences         | Histoire         | Maths            | Français         | Moyenne générale | Classement |
| ---------------- | ---------------- | ---------------- | ---------------- | ---------------- | ---------------- | ---------------- | ---------------- | ---------- |
| Matthieu Ribaud  | 16               | 12               | 12               | 18               | 18               | 16               | 15,33            | 1er        |
| Pascal Soetens   | 8                | 14               | 16               | 16               | 20               | 16               | 15               | 2e         |
| Élodie Gossuin   | 12               | 12               | 18               | 12               | 18               | 18               | 15               | 2e         |
| Delphine Chanéac | 6                | 12               | 18               | 16               | 18               | 18               | 14,67            | 4e         |
| Elsa Fayer       | 12               | 6                | 8                | 16               | 18               | 16               | 12,67            | 5e         |
| Chris Marquès    | 8                | 8                | 16               | 10               | 18               | 14               | 12,33            | 6e         |
| David Carreira   | 6                | 6                | 14               | 14               | 18               | 14               | 12               | 7e         |
| Livia Benattia   | 6                | 6                | 10               | 12               | 12               | 14               | 10               | 8e         |

Légende :
- En vert : les meilleures notes par matière
- En rouge : les plus mauvaises notes par matière
- candidats qualifiés pour la finale
- candidats éliminés

#### Émission du 3 juin 2014 (qualifications 2)
| Candidat           | Note par matière | Note par matière | Note par matière | Note par matière | Note par matière | Note par matière | Moyenne générale | Classement |
| Candidat           | Au tableau       | Géographie       | Sciences         | Histoire         | Maths            | Français         | Moyenne générale | Classement |
| ------------------ | ---------------- | ---------------- | ---------------- | ---------------- | ---------------- | ---------------- | ---------------- | ---------- |
| Valérie Bègue      | 12               | 18               | 14               | 16               | 18               | 16               | 15,7             | 1er        |
| Johanna Rit        | 14               | 16               | 14               | 16               | 20               | 14               | 15,7             | 1er        |
| Lola Marois-Bigard | 10               | 16               | 18               | 14               | 14               | 18               | 15               | 3e         |
| Olympe             | 4                | 20               | 16               | 16               | 18               | 14               | 14,7             | 4e         |
| Caroline Receveur  | 14               | 16               | 12               | 16               | 16               | 8                | 13,7             | 5e         |
| Jean-Marie Bigard  | 14               | 12               | 18               | 16               | 14               | 4                | 13               | 6e         |
| Damien Sargue      | 6                | 14               | 12               | 14               | 16               | 12               | 12,3             | 7e         |
| Fauve Hautot       | 6                | 10               | 14               | 14               | 14               | 14               | 12               | 8e         |

Légende :
- En vert : les meilleures notes par matière
- En rouge : les plus mauvaises notes par matière
- candidats qualifiés pour la finale
- candidats éliminés

#### Émission du 10 juin 2014 (finale)
| Candidat           | Note par matière | Note par matière | Note par matière | Note par matière | Note par matière | Note par matière | Moyenne générale | Classement |
| Candidat           | Au tableau       | Géographie       | Sciences         | Histoire         | Maths            | Français         | Moyenne générale | Classement |
| ------------------ | ---------------- | ---------------- | ---------------- | ---------------- | ---------------- | ---------------- | ---------------- | ---------- |
| Delphine Chanéac   | 16               | 14               | 18               | 18               | 14               | 14               | 15,7             | 1er        |
| Élodie Gossuin     | 8                | 14               | 16               | 20               | 16               | 14               | 14,7             | 2e         |
| Olympe             | 14               | 10               | 18               | 14               | 12               | 14               | 13,7             | 3e         |
| Pascal Soetens     | 2                | 18               | 18               | 16               | 14               | 14               | 13,7             | 3e         |
| Matthieu Ribaud    | 16               | 10               | 18               | 14               | 10               | 14               | 13,7             | 3e         |
| Johanna Rit        | 8                | 10               | 16               | 18               | 14               | 12               | 13               | 6e         |
| Valérie Bègue      | 10               | 12               | 18               | 18               | 8                | 10               | 12,7             | 7e         |
| Lola Marois-Bigard | 6                | 14               | 18               | 16               | 12               | 18               | 12,7             | 7e         |

Légende :
- En vert : les meilleures notes par matière
- En rouge : les plus mauvaises notes par matière

### Saison 2

#### Émission du 19 mars 2015 (unique manche)
| Candidat               | Note par matière | Note par matière | Note par matière | Note par matière | Note par matière | Note par matière | Moyenne générale | Classement |
| Candidat               | Au tableau       | Maths            | Géographie       | Histoire         | Français         | Sciences         | Moyenne générale | Classement |
| ---------------------- | ---------------- | ---------------- | ---------------- | ---------------- | ---------------- | ---------------- | ---------------- | ---------- |
| Princess Erika         | 12               | 16               | 12               | 18               | 12               | 18               | 14,7             | 1er        |
| Anne Roumanoff         | 10               | 16               | 10               | 18               | 14               | 18               | 14,3             | 2e         |
| Keen'V                 | 20               | 16               | 12               | 14               | 8                | 14               | 14               | 3e         |
| Rachel Legrain-Trapani | 8                | 18               | 10               | 14               | 14               | 18               | 13,7             | 4e         |
| Christophe Licata      | 2                | 16               | 16               | 16               | 10               | 18               | 13               | 5e         |
| Andy Raconte           | 10               | 18               | 8                | 14               | 12               | 14               | 12,7             | 6e         |
| Jarry                  | 12               | 16               | 10               | 14               | 8                | 16               | 12,7             | 6e         |
| Waly Dia               | 16               | 14               | 4                | 14               | 8                | 10               | 11               | 8e         |

Légende :
- En vert : les meilleures notes par matière
- En rouge : les plus mauvaises notes par matière

#### Émission du 13 juin 2015 (unique manche)
| Candidat               | Note par matière | Note par matière | Note par matière | Note par matière | Note par matière | Note par matière | Moyenne générale | Classement |
| Candidat               | Au tableau       | Français         | Histoire         | Sciences         | Géographie       | Maths            | Moyenne générale | Classement |
| ---------------------- | ---------------- | ---------------- | ---------------- | ---------------- | ---------------- | ---------------- | ---------------- | ---------- |
| Florian Gazan          | 16               | 16               | 14               | 14               | 14               | 16               | 15               | 1er        |
| Elodie Gossuin         | 16               | 12               | 16               | 12               | 12               | 16               | 14               | 2e         |
| Delphine Chanéac       | 6                | 12               | 16               | 8                | 16               | 18               | 12,7             | 3e         |
| Linda Hardy            | 10               | 12               | 12               | 14               | 10               | 14               | 12               | 4e         |
| Nadège Beausson-Diagne | 12               | 10               | 6                | 12               | 12               | 16               | 11,3             | 5e         |
| Patrice Laffont        | 14               | 14               | 8                | 10               | 8                | 12               | 11               | 6e         |
| Gyselle Soares         | 12               | 6                | 4                | 8                | 12               | 18               | 10               | 7e         |
| Maxime Dereymez        | 8                | 4                | 8                | 4                | 14               | 16               | 9                | 8e         |

Légende :
- En vert : les meilleures notes par matière
- En rouge : les plus mauvaises notes par matière

#### Émission du 20 juin 2015 (unique manche)
| Candidat           | Note par matière | Note par matière | Note par matière | Note par matière | Note par matière | Note par matière | Moyenne générale | Classement |
| Candidat           | Au tableau       | Histoire         | Français         | Sciences         | Géographie       | Maths            | Moyenne générale | Classement |
| ------------------ | ---------------- | ---------------- | ---------------- | ---------------- | ---------------- | ---------------- | ---------------- | ---------- |
| Jean-Marc Généreux | 16               | 16               | 18               | 18               | 16               | 16               | 16,7             | 1er        |
| Elisabeth Buffet   | 12               | 16               | 16               | 14               | 12               | 16               | 14;3             | 2e         |
| Caroline Diament   | 10               | 18               | 16               | 12               | 12               | 14               | 13,7             | 3e         |
| Pascal Sellem      | 14               | 12               | 16               | 10               | 14               | 16               | 13,7             | 3e         |
| Christophe Licata  | 12               | 16               | 06               | 16               | 12               | 14               | 12,7             | 5e         |
| Denis Maréchal     | 10               | 12               | 16               | 12               | 10               | 14               | 12,3             | 6e         |
| Amaury Vassili     | 10               | 08               | 12               | 14               | 12               | 12               | 11,3             | 7e         |
| Delphine Wespiser  | 14               | 06               | 10               | 12               | 08               | 12               | 10,3             | 8e         |

Légende :
- En vert : les meilleures notes par matière
- En rouge : les plus mauvaises notes par matière

## Audiences
| Saison | Émission no | Date de diffusion | Audience moyenne          | Audience moyenne | Références |
| Saison | Émission no | Date de diffusion | Nombre de téléspectateurs | PdM              | Références |
| ------ | ----------- | ----------------- | ------------------------- | ---------------- | ---------- |
| 1      | 1           | 27 mai 2014       | 817 000                   | 3,3 %            | [ 2 ]      |
| 1      | 2           | 3 juin 2014       | 671 000                   | 2,8 %            | [ 3 ]      |
| 1      | 3           | 10 juin 2014      | 669 000                   | 2,9 %            | [ 4 ]      |
| 2      | 1           | 19 mars 2015      | 313 000                   | 1,3 %            | [ 5 ]      |
| 2      | 2           | 13 juin 2015      | 228 000                   | 1,9 %            |            |
| 2      | 3           | 20 juin 2015      | 136 000                   | 0,7 %            |            |

Légende :
- Les plus hauts chiffres d'audience
- Les plus bas chiffres d'audience